# Qavurt
Kara Arslan Ahmad Qavurt, meglio conosciuto semplicemente come Qavurt o Kavurt (... – 1073), fu un principe dell'selgiuchide che, alla morte del fratello, scatenò un'infruttuosa ribellione contro il nipote, nel tentativo di impossessarsi del trono selgiuchide.

## Biografia
I Selgiuchidi erano una tribù turca affine agli Oghuz che, nel X secolo, viveva nelle steppe del Turkestan, sottoposta al dominio dei Cazari. Essa fondò sia l'impero selgiuchide sia il sultanato di Rum, che al momento di massimo splendore si estendevano dall'Anatolia alla Persia orientale. Qavurt era figlio di Çağrı Beg, che era a sua volta nipote di Seljuq, il fondatore della dinastia. Il fratello di Qavurt, Alp Arslan, succedette allo zio Tughrıl come nuovo sultano e Qavurt, allora governatore del Kerman (la Persia meridionale), pensò di essere il prossimo nella linea di successione.

### Il testamento di Alp Arslan
Alp Arslan morì nel 1072, ma prima di morire lasciò il suo trono a Malik Shah I, il suo secondogenito, premurandosi di ricordagli che sarebbero potenzialmente esplose delle lotte per il trono. I principali contendenti al trono erano il figlio maggiore Ayaz e il fratello Qavurt. Come compromesso, Malik Shah volle concedere generose sovvenzioni ai due pretendenti.

### La ribellione di Qavurt
Malik Shah aveva solo 17 o 18 anni quando ascese al trono. Sebbene Ayaz non costituisse alcun problema, egli dovette invece affrontare la ribellione che fomentò Qavurt. Colui che temeva ancor di più per la propria posizione era il visir Nizam al-Mulk, ovvero il sovrano de facto dell'impero durante la giovane età di Malik Shah. Sebbene Qavurt disponesse soltanto un piccolo esercito, gli ufficiali turcomanni dell'esercito di Malik Shah tendevano a sostenere Qavurt. Una significativa eccezione fu rappresentata dalla dinastia degli Artuqidi, rimasta fedele al sultano legittimo. Considerata la situazione, Malik Shah e Nizam al-Mulk scelsero di reclutare dei reggimenti non composto da turchi all'esercito selgiuchide. Lo scontro ebbe infine luogo in una località indicata dalle fonti come Kerç kapı (o Kerec), vicino a Hamadan, il 16 maggio 1073. Malik Shah riuscì a sconfiggere le forze di Qavurt, costringendolo a una fuga che non durò molto, poiché presto egli venne fatto prigioniero. Inizialmente Malik Shah assunse un atteggiamento tollerante nei confronti dello zio, ma Nizam al-Mulk convinse il giovane sultano a giustiziare Qavurt, così come due dei quattro figli del rivale. In seguito eliminò la maggior parte dei comandanti turchi dell'esercito sospettati di aver sostenuto o di sostenere ancora Qavurt.

## Conseguenze
La sconfitta di Qavurt fu un duro colpo per la componente turca dell'impero. Gli altri figli di Qavurt riuscirono a governare il Kerman come vassalli di Malik Shah e il loro piccolo governatorato sopravvisse addirittura più a lungo dell'impero selgiuchide.